# 宋史紀事本末
《宋史纪事本末》，是明朝陈邦瞻用纪事本末体编撰的记载宋朝历史（960年-1279年）的史书，共109卷。
在陈邦瞻之前，冯琦、沈越都用纪事本末体编写过宋代史事，但皆未成而殁。馮琦之書稿歸其弟子御史劉曰梧，沈越之書稿則爲應天府府丞徐申所得。萬曆三十二年劉曰梧與徐申約二人請陳邦瞻增訂馮、沈舊稿，合爲一編。陈邦瞻将二书合为一编，于万历二十二年（1604年）着手编撰，历时约一年完成。
《宋史纪事本末》按时间编排，全书历史演变的脉络清晰，从《太祖代周》到《文谢之死》，对从赵匡胤开创帝业到小皇帝赵昺跳海自尽，每个时期的政治、军事等都讲得有条不紊。宋代历史本来就头绪繁杂，《宋史》编撰史事更是支离破碎，首尾分离，《宋史纪事本末》对史事的叙述却给人井然有序、清晰明了的感觉。比如《契丹和战》、《西夏叛服》等篇，把历经几代的战事及和议等在一个篇目就交代得很完整清晰，一目了然，在后面的篇目再读到相关内容时，可以回查。
另外又如《天书封祀》、《王安石变法》等，均用了几十页的篇目进行完整叙述，尤其是《王安石变法》一卷，收录大量朝臣奏折，对政府内部和民众对变法的态度，以及王安石本人对变法的坚决程度的交代都很具体，对后世研究王安石变法提供了很好的史料。
《宋史纪事本末》作为《宋史》的缩本，在写作过程中，虽然也参考薛应旂的《宋元資治通鑑》、商辂等人的《續資治通鑑綱目》，但基本上仍以《宋史》为蓝本，许多观点明显还是沿袭《宋史》而来。